# Nick Cohen
Nick Cohen (Manchester, 1961) è un giornalista, saggista, critico letterario e commentatore politico britannico, che vive e lavora a Londra.
Columnist per The Observer, blogger per The Spectator e critico televisivo per la rivista politico-culturale Standpoint, Cohen è stato editorialista del London Evening Standard e del New Statesman e ha scritto cinque libri: Cruel Britannia: Reports on the Sinister and the Preposterous (1999), raccolta di suoi articoli; Pretty Straight Guys (2003), un resoconto molto critico del progetto politico laburista New Labour; What's Left? (2007), nel quale descrive la storia di come la sinistra liberale del XX secolo è arrivata a sostenere l'estrema destra del XXI secolo; e Waiting for the Etonians: Reports from the Sickbed of Liberal England (2009). Il suo libro più recente, You Can't Read This Book (Non puoi leggere questo libro), è stato pubblicato da HarperCollins nel 2012 e tratta della censura nell'età moderna. Il Premio Orwell per scritti politici ha presentato tra i finalisti la sua opera What's Left? nel 2008.

## Biografia
Nato a Stockport ma cresciuto a Manchester, Cohen ha frequentato la Altrincham Grammar School for Boys e lo Hertford College di Oxford, dove si è laureato in filosofia politica ed economica.  Ha iniziato la sua carriera giornalistica presso il quotidiano Sutton Coldfield News, diventando in seguito un noto columnist per The Observer e The Independent.
Vive nel sobborgo londinese di Islington con sua moglie e suo figlio. Cohen è ateo, di discendenza ebraica laica.

## Opinioni
È stato un sostenitore dell'invasione dell'Iraq del 2003, e ha criticato la Stop the War Coalition (Coalizione per fermare la guerra). Nel 2006 è stato uno dei principali firmatari del Manifesto di Euston, che ha proposto un "nuovo allineamento politico", in cui la sinistra opponga il terrorismo e l'antiamericanismo. Oppositore di quella che ha chiamato "sinistra tirannofila", Cohen ha criticato figure come l'attivista Andrew Murray e il politico George Galloway, mentre ha espresso la sua ammirazione per i movimenti di opposizione di nazioni come la Bielorussia.
Nick Cohen afferma che Papa Francesco sta ingannando coloro che desiderano rispettare la religione trascurandone i problemi. La Chiesa cattolica sotto il papato di Francesco insegna correntemente che l'omosessualità è peccaminosa e si oppone al matrimonio gay. Francesco non ha quindi revocato queste posizioni, che Cohen vede come prova che il papa non fa sul serio circa la prevenzione delle discriminazioni. Cohen sostiene inoltre che, se Francesco fosse davvero liberale, avrebbe approvato i preservativi in quanto liberatori per le donne e preventivi dell'AIDS. Cohen mantiene inoltre che se Francesco fosse un vero liberale, avrebbe risarcito le vittime della pedofilia clericale (abusi sessuali sui bambini da parte di presbiteri ecc.) Cohen rileva inoltre che la Chiesa di Papa Francesco non intende risarcire le vittime delle Case Magdalene, fatto in diretto contrasto con il liberalismo.

### Censura e libertà di parola
Nel suo ultimo libro, You Can't Read This Book: Censorship in an Age of Freedom (Non puoi leggere questo libro: la censura in un'età di libertà) (2012), Cohen si confronta con la censura e l'affermazione che viviamo in un'era di totale libertà. Certo, Cohen fa notare, gli ultimi decenni hanno visto la caduta di ogni sorta di tirannia. Sono finiti i dittatori fascisti di Grecia, Portogallo e Spagna, così come i regimi degli squadroni della morte del Sudamerica, il sistema di apartheid in Sudafrica e i regimi comunisti dell'Europa orientale. Ma siamo veramente liberi? Cohen asserisce che il nostro nuovo mondo potrebbe non essere ciò che sembra e fornisce al lettore una esaustiva analisi della privacy, soffermandosi enfaticamente sul denaro, la religione e internet.
Il problema con la libertà di parola è, come Socrate insegna, che le persone possono essere incoraggiate a cambiare le loro opinioni, e quindi le loro vite. Il terrore di conoscere certe verità e il desiderio di ignoranza è una passione umana centrale. La gente non vuole ascoltarsi, tantomeno ascoltare gli altri. La verità può essere così sconcertante che a volte una menzogna è preferibile. Pertanto la possibilità di un'altra visione delle cose viene esclusa dai sistemi politici, dalle aziende, dalle autorità, dai banchieri, dai mercanti del potere di tutti i tipi.

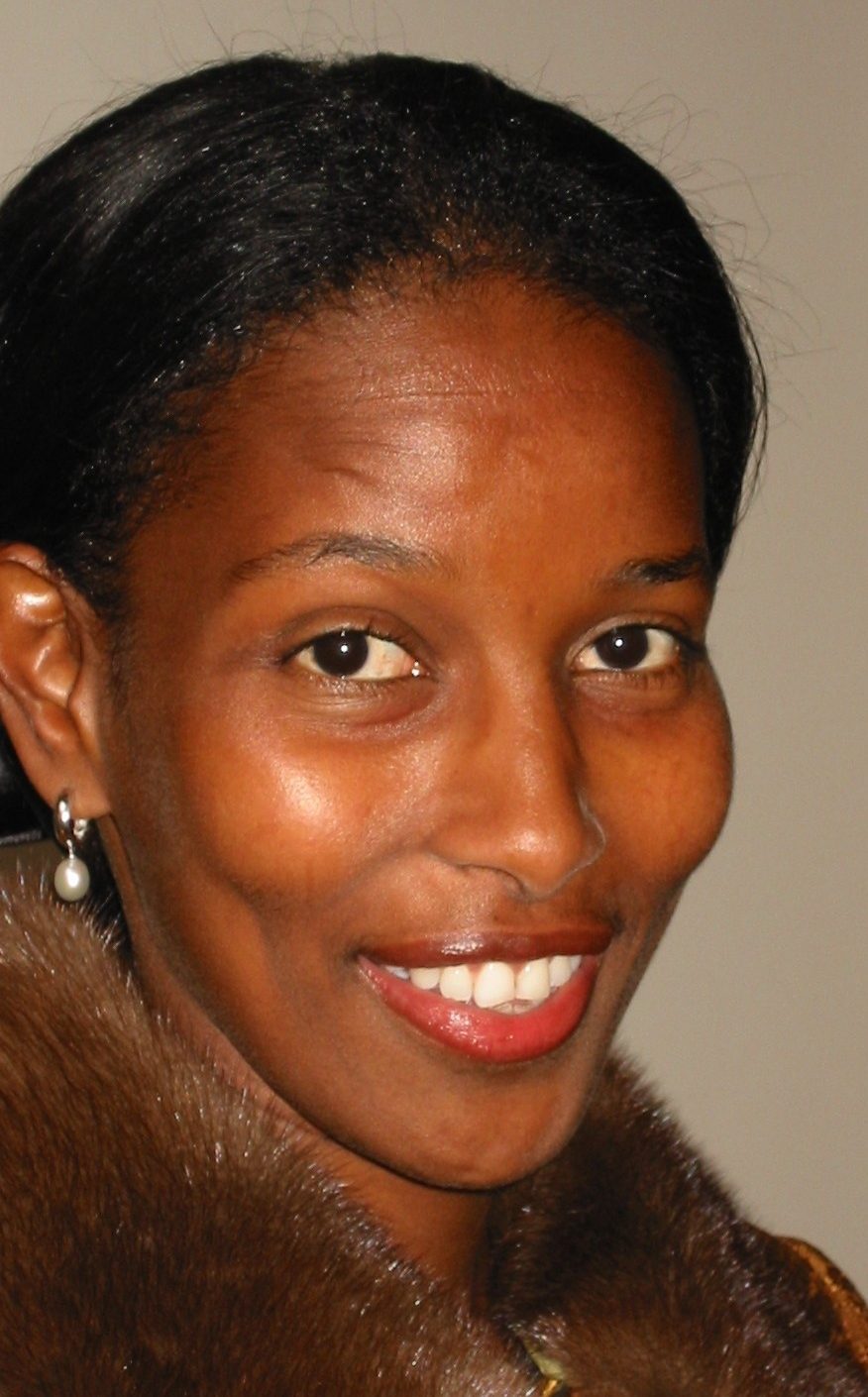
Ayaan Hirsi Ali, impegnata in favore dei diritti umani e in particolare dei diritti delle donne all'interno della tradizione Islamica

Come Cohen fa notare, questo però non accade solo nei regimi autoritari. Nel momento stesso in cui uno entra in ufficio, si viene spogliati della propria parola: non si risiede più all'interno di una democrazia governata, ma invece si diventa schiavi di una dittatura sistematica che "ingiunge quando mangiare, dove urinare e quali vestiti indossare". Guai se uno osa denunciare "pratiche commerciali non ortodosse! La fazione della polizia segreta, conosciuta affettuosamente come "Risorse umane", vi redarguirà, multerà e infine licenzierà in un batter d'occhio, veloce come la guardia di sicurezza cicciona che vi sbatte fuori dall'edificio." Se, dopo la deregolamentazione, il sistema economico è crollato, non è stato perché la gente non sapeva che sarebbe successo, ma perché non potevano dirlo a nessuno per paura di essere puniti. Parlare è pericoloso, e dire il vero anche peggio, come Ayaan Hirsi Ali ha scoperto nei Paesi Bassi, quando anche i suoi alleati si sono messi contro di lei.
Gli argomenti che Cohen tratta sono necessari ed importanti da sentire, come il fatto che la tensione fra repressione e libertà non avrà mai fine: non è come se un giorno tutto sarà risolto, dice l'autore, ciò che è essenziale è che il litigio non si chiuda – chiudere i litigi è ciò che fanno le ideologie senza vita, le quali si comportano come se solo una visione del mondo fosse possibile, come se fosse credibile uccidere la fantasia, e che altre versioni della realtà fossero inconcepibili. Cohen diventa particolarmente battagliero quando attacca la rivoluzione digitale: i primi profeti della libertà di Internet hanno abbandonato il pubblico e lo hanno tradito, perché Internet in realtà ha dato allo stato molti più poteri di sorveglianza e di censura di quanto non si sarebbe mai sognato nell'era della stampa. Il sogno dei servizi segreti, che era stato scosso dal parziale fallimento di Echelon come strumento di sorveglianza globale, si è meravigliosamente realizzato con Facebook dove la persona inserisce addirittura volontariamente le informazioni su se stessa. Inoltre, Internet diventa uno spazio sempre più aziendale, dove la nostra privacy è diventata un asset per le grandi multinazionali il cui impegno nella libertà di parola è forte solo quanto lo permettano i "costumi locali" - ne è testimone la complicità delle aziende internet occidentali, eccetto Google, con lo Stato cinese nella sorveglianza dei propri cittadini.
Parlando di censura, non poteva certo mancare, nel libro di Cohen una sezione su Wikileaks, ma non ci si sofferma troppo, forse perché il tema è già ampiamente trattato altrove. In conclusione, You Can't Read This Book è stato ricevuto favorevolmente dalla critica giornalistica e si è diffuso con successo, grazie anche al fatto che l'autore affronta con competenza numerosi importanti avvenimenti recenti – Salman Rushdie, le vignette danesi, Simon Singh, Julian Assange, le leggi sulla diffamazione, e anche le nuove forme di ingegnosità per raccontare la verità, come Twitter: è inoltre un libro utile, dato che raccoglie tutto questo materiale sulla censura e la libertà di parola in un'unica presentazione critica, in particolare a beneficio dei giovani, che devono conoscere le controversie del passato sulla libera espressione: